# Platygaster praecox
Platygaster praecox (лат.) — вид мелких наездников из семейства Platygastridae. Европа: Дания. Длина тела около 1,9 мм. Основная окраска чёрная, ноги красновато-коричневые. Брюшко в 1,8 раза длиннее головы и груди вместе взятых, уже груди (13:15). Первый тергит Т1 равномерно и густо зазубрен; Т2 исчерченный в базальных ямках и между ними на 0,4 длины, остальная часть тергита, а также следующие за ним тергиты гладкие и почти голые. 2-й стернит довольно выпуклый, удлиненный кпереди между задними тазиками; Т3 — Т6 несколько выпуклый, стыки между вершинными тергитами не утолщены. Усики 10-члениковые. Сходен с видами Platygaster confinis и Platygaster gladiator. Вид был впервые описан в 1999 году датским энтомологом Петером Булем (Peter Neerup Buhl, Дания) вместе с Platygaster inconspicua, Platygaster rufitibia и Platygaster microsculpturata.